# وادي محسر
وادي مُحسِّر هو أحد أودية مكة المكرمة، ومحسر بضم الميم وفتح الحاء وتشديد السين مع كسرها، يقع الوادي بين مزدلفة ومنى، سمي بوادي محسر لأن فيل أبرهة الحبشي حسر فيه، ولذلك يسن للحاج الإسراع عند المرور به، إن كان ماشيا أسرع، وإن كان راكبا حرك دابته، لأن الصحابي جابر بن عبد الله قال في صفة حج النبي صلى الله عليه وسلم إنه لما أتى بطن محسر حرك قليلا، ويروى أن عمر بن الخطاب لما أتى محسر أسرع ، يبلغ طول وادي محسر كيلومتران بينما يبلغ عرضه من عشرة إلى عشرين متر.